# Harold Purdy
Harold Walter Purdy (* 13. Februar 1902 in Paddington; † 22. April 1944 in London) war ein britischer Autorennfahrer.

## Karriere als Rennfahrer
Harold Purdy war in den 1920er- und 1930-Jahren als Rennfahrer aktiv. 1928 startete er als Partner von Maurice Harvey beim 24-Stunden-Rennen von Le Mans und beendete es im Werks-Alvis FA12/50 als Gesamtsechster. Seine besten Platzierungen gelangen ihm 1930. Nach einem sechsten Rang bei der RAC Tourist Trophy (Sieger Tazio Nuvolari im Alfa Romeo 6C 1750 GS) wurde er Dritter beim 500-Meilen-Rennen von Brooklands.

## Statistik

### Le-Mans-Ergebnisse
| Jahr | Team                              | Fahrzeug      | Teamkollege    | Platzierung            | Ausfallgrund |
| ---- | --------------------------------- | ------------- | -------------- | ---------------------- | ------------ |
| 1928 | Alvis Car and Engineering Company | Alvis FA12/50 | Maurice Harvey | Rang 6 und Klassensieg |              |